# Cecile Hoover Edwards
Cecile Hoover Edwards   (East St. Louis, 26 d'octubre de 1926 - Washington DC, 17 de setembre de 2005) va ser una investigadora nutricionista afroamericana i degana de la Universitat Howard, que va centrar la seva carrera a millorar la nutrició i el benestar de les persones més desfavorides. El seu enfocament científic era trobar aliments de baix cost amb una òptima composició d'aminoàcid òptima, amb un interès especial dins metabolisme de metionina.
Va ser citada pel Consell Nacional de Dones Negres per les contribucions excepcionals a la ciència. També va rebre tres de la cambra dels representants d'Illinois per la seva lluita per eliminar la pobresa.

## Educació i primers anys
Cecile Annette Hoover va néixer a East Saint Louis, Illinois el 26 d'octubre de 1926. El seu pare, Ernest Hoover, va dirigir una empresa d'assegurances, i la seva mare, Annie Jordan, era mestra d'escola.
Va graduar-se a l'institut als 15 anys i va anar al Tuskegee Institut, on va graduar-se el 1946 en química nutricional. Va continuar a Tuskegee, fent recerca sobre la font animal de proteïnes per la qual cosa va obtenir un màster en química orgànica el 1947.
Va rebre el seu Ph.D. en nutrició de Iowa Universitat Estatal el 1950, presentant la seva tesi sobre "Utilització del nitrogen per l'organisme animal: influència de la ingesta calòrica i la suplementació de metionina en el metabolisme de les proteïnes de les rates albines alimentades amb racions baixes de nitrogen i que contenen diverses proporcions de greix."

## Carrera acadèmica
Edwards es va convertir en una ajudant professora d'Aliments i Nutrició a Tuskegee entre 1950 i 1952, i va ser promoguda com a cap del departament des de 1952 a 1956. Durant aquest temps, també va estar associada a la investigació de la Fundació Carver. El 1956, es va traslladar a Carolina del Nord Un&T Universitat Estatal, on va ensenyar nutrició i recerca fins al 1971. Va treballar com a responsable del Departament d'Economia de la Llar des de 1968 a 1971.
El 1971 es va traslladar a Howard Universitat a Washington DC, on va ser professora de nutrició i economia contínua. Durant el seu mandat, va ser degana de l'Escola d'Ecologia Humana durant 13 anys, degana de l'Escola d'Educació Contínua i degana provisional de la Facultat de Farmàcia, Infermeria i Ciències de la Salut, i va establir un programa de doctorat en nutrició a Howard. El 1978 va rebre una beca de la Fundació Ford per actuar com a consultora nutricional a la Universitat Autònoma de Barcelona i a la Universitat de Khartum. Va tornar a la Universitat de Howard per a exercir com a degana de l'Escola d'Ecologia Humana des de 1974 fins a la seva jubilació el 1990.
Mentre actuava com a degana, va supervisar simultàniament un programa de cinc anys centrant-se en els embarassos de dones de baixos ingressos; més específicament, Edwards estava interessada com aquests embarassos es van veure afectats per factors socioeconòmics i nutritius. Finalment, es considera que Edwards ha establert el primer programa de doctorat de la Universitat de Howard en nutrició.

## Recerca

### Complements dietètics de baix cost
Gran part de la seva carrera va centrar-se en els hàbits alimentaris de dones afroamericanes embarassades. En un article publicat el maig de 1953, Edwards va participar en un estudi que va intentar analitzar els efectes dels suplements dietètics durant els embarassos de dones anèmiques. A les dones se les donava suplements minerals elevats, altes proteïnes o vitamines altes. Els resultats van demostrar que les dones de les tres condicions de l'estudi mostraven els nivells de consum recomanats de calories, proteïnes, calci, ferro, vitamina A i riboflavina. A més, aquestes dones també van tenir un major recompte de glòbuls vermells i també concentracions d'hemoglobina després de l'estudi. Es van treure diverses conclusions correlatives, entre elles que les aparicions de complicacions relacionades amb el naixement en dones embarassades amb dietes pobres eren més altes que les embarassades que tenien millors dietes. A més, les bones dietes es correlacionaven amb un augment de la longitud i el pes del nadó. Edwards va assenyalar que els suplements dietètics utilitzats en aquest experiment van ser relativament barats i comuns. Va suggerir que les dones embarassades de baixos ingressos mantenien una dieta altament nutritiva basada en aquests aliments barats i disponibles.
Un altre punt clau de l'enfocament d'Edward va ser la composició d'aminoàcids dels aliments, especialment les verdures, amb l'objectiu de trobar aliments de baix cost que siguin òptims per a la producció de proteïnes. Basant-se en un estudi realitzat a l'Índia, on els escolars que van consumir suplements dietètics de la naturalesa esmentada tenien guanys favorables en alçada, pes i hemoglobina. Aleshores, va supervisar un experiment similar a Alabama. Els escolars van rebre suplements dietètics de baix cost en els menjars escolars, i durant un període de sis mesos es van registrar les seves altures, pesos i puntuacions escolars. Per calcular el valor nutritiu dels menjars que menjaven els nens, es van mesurar nutrients com proteïnes, calci, vitamina A i vitamina D. Els nens que van rebre suplements dietètics van mostrar un augment considerable de la majoria d'aquests nutrients i van rebre avaluacions acadèmiques més elevades dels seus professors; estaven més alerta i prestaven més atenció, per exemple.

### Metionina i altres proteïnes
Va tenir un interès especial en el metabolisme de l'aminoàcid metionina i, a partir dels anys 50, va dur a terme un estudi de 18 anys per als instituts nacionals de salut sobre aquest tema. A més, Edwards estava interessada en la dieta postoperatòria, a causa de la pèrdua de proteïnes del teixit que s'observa durant les cirurgies. Va estar involucrada en un estudi que mesurava que després de la cirurgia es podien absorbir metionina després de la cirurgia (el grup metil s'utilitza en diverses funcions biològiques). Finalment, les rates que van ser sotmeses a cirurgia van tenir una menor captació de metionina, específicament en els teixits que havien estat afectats durant la cirurgia. També va observar que en les dues setmanes posteriors a la cirurgia, la proteïna del plasma i els teixits etiquetats per la ràdio a les rates van mostrar una major activitat pel carboni alfa de la metionina, a diferència del carboni metílic.
A finals dels vuitanta, Edwards va estudiar patrons dietètics històrics al sud, identificant plats tradicionals barats que eren fonts de proteïnes i desenvolupant plans de nutrició que reduïen la quantitat de greix de la cuina afroamericana. Va supervisar un estudi que avaluava la qualitat dels aminoàcids, el nitrogen i el contingut d'humitat en una varietat d'aliments comuns, com ara la farina, la crema del formatge i les mongetes. L'objectiu d'aquest experiment va ser suggerir la complementació dietètica d'aliments en particular, de manera que un consumidor no es concentrava només en una ingesta elevada d'aminoàcids, sinó també en la qualitat de la ingesta. Per aquest motiu, es van estudiar també les quantitats de cistina i tirosina, ja que les dues comparteixen característiques biològiques similars amb la metionina i la fenilalanina, respectivament. S'han utilitzat hidrolitzats àcids i assaigs microbiològics per quantificar el contingut d'aminoàcids en els aliments. Edwards va observar diferències en el contingut d'aminoàcids entre aliments similars; per exemple, va descobrir que la bolonyesa contenia més aminoàcids que els frankfurts i que les mongetes tenien més cisteïna i valina que el porc i les mongetes. El propòsit d'aquest estudi, va assenyalar Edwards, era proporcionar coneixements sobre el contingut d'aminoàcids, de manera que la gent pugui conjuntament determinar què tipus d'aliments menjar per obtenir una ingesta òptima.
A més, també va participar en un estudi que va avaluar fins a quin punt el cos respon a la falta de quantitats de proteïnes necessàries a través de la ingesta. Els resultats van donar suport a la conclusió que el cos compensa la quantitat de proteïnes afegides; per exemple, quan es va aconseguir el mínim consum de proteïnes, el cos va respondre conservant el catabolisme de metionina. I, a més, quan mancaven certs aminoàcids, es van sintetitzar i es van reutilitzar en lloc d'excreció. Edwards va concloure en general que es necessiten al voltant de 46 grams de proteïnes al dia per mantenir el mascle adult. També va assenyalar que les dietes basades en blat proporcionen una suplementació dietètica adequada, la qual cosa és una conclusió important, atès que la geografia de diversos llocs del món fa que aquests siguin fortament basats en blat.
Edwards es va oposar a posicions hereditàries en el debat sobre la naturalesa i l'alimentació, com les d'Arthur Jensen, que va atribuir els gens al factor dominant de la intel·ligència; ella va concloure que els factors socials i ambientals eren almenys tan responsables com l'herència per influir en la intel·ligència. A més, va treballar per difondre coneixements sobre qüestions com ara l'assistència a la infància i el pressupost financer a les poblacions amb ingressos més baixos i desfavorits.

### Factors socials dins salut
En una revisió publicada per Edwards el 1995, va introduir un concepte d'enfocament de la població, que creia que era com el sistema mèdic hauria de tractar els pacients, tenint en compte els seus entorns socials, econòmics i culturals. Va mirar específicament la hipertensió de la demografia negra de l'Amèrica del Nord i va nomenar control de pes, la reducció de la ingesta de clorur de sodi i les activitats físiques com a formes de prevenció. Al mateix temps, va citar factors socials com a possibles causes de la major taxa de hipertensió entre els negres americans que entre els nord-americans blancs. Per exemple, va assenyalar que, generalment i comparativament, els nord-americans negres eren més propensos a ser pobres i més propensos a viure més lluny del tractament mèdic. A més, va afirmar que els negres nord-americans patien un major estrès psicosocial i altres soques socials degudes al racisme, i que aquests factors i la seva correlació amb la hipertensió requerien una investigació posterior.

## Altres treballs
Edwards era una assessora nutricional i també membre de nombrosos comitès i grups governamentals, incloent-hi els convocats pels Instituts Nacionals de Salut, el Departament dels Estats Units d'Agricultura, i la Conferència de la Casa Blanca sobre aliments, nutrició i salut de 1969. Va escriure 160 articles de recerca i va co-escriure un llibre el 1991, Ecologia humana: interacció de l'home amb els seus entorns. La publicació d'un dels seus articles, titulada nutrició, altres factors i els resultats de l'embaràs, va donar com a resultat que l'Institut Nacional de Salut li atorgava una subvenció de 4,6 milions de dòlars; es van realitzar noves investigacions sobre aquest tema a la Universitat de Howard.

## Vida personal
El 1952 es va casar amb Gerald Alonzo Edwards, un químic físic amb qui va col·laborar en nombrosos projectes d'investigació. i van tenir tres fills.
Va morir el 17 de setembre de 2005 a Washington Home Hospice. Està enterrada en el cementiri Mount Hope, Raleigh, Raleigh, Wake County, North Carolina, US.